# Rue de la Boule-Rouge
Rue de la Boule-Rouge är en gata i Quartier du Faubourg-Montmartre i Paris 9:e arrondissement. Rue de la Boule-Rouge, som börjar vid Rue de Montyon 4 och slutar vid Rue Richer 27, är uppkallad efter en gammal skylt som visade en röd boll.

## Omgivningar
- Saint-Eugène-Sainte-Cécile
- Conservatoire national supérieur de musique et de danse de Paris
- Notre-Dame de Bonne-Nouvelle
- Rue Geoffroy-Marie
- Rue du Faubourg-Montmartre
- Folies Bergère

## Bilder
| - Saint-Eugène-Sainte-Cécile. - Folies Bergère. Förgylld relief på fasaden. - Notre-Dame-de-Bonne-Nouvelle. |

## Kommunikationer
- Tunnelbana – linjerna   – Grands Boulevards
- Busshållplats Provence – Faubourg Montmartre – Paris bussnät, linjerna 74 85

### Webbkällor
- ”Rue de la Boule-Rouge”. Mairie de Paris. http://www.v2asp.paris.fr/commun/v2asp/v2/nomenclature_voies/Voieactu/1174.nom.htm. Läst 20 mars 2021.
- ”Rue de la Boule-Rouge”. Les rues de Paris. http://www.parisrues.com/rues09/paris-09-rue-de-la-boule-rouge.html. Läst 20 mars 2021.